# Zona sublevada
Zona sublevada o zona franquista son los nombres por los que la historiografía contemporánea conoce a la zona de España que, en el transcurso de la guerra civil, estuvo bajo el dominio de los sublevados contra la República. Fue denominada por estos como zona nacional. 
Fue reconocida desde 1936 como representante del Estado español por los países europeos que les apoyaron, como la Alemania nazi y la Italia fascista —en las comunicaciones con su gobierno, el embajador alemán utilizaba también el término España blanca para referirse a la zona sublevada—. En febrero de 1939, cerca ya el final de la guerra, fue reconocida también por los gobiernos de Francia y el Reino Unido.
La extensión de la zona sublevada fue variando a lo largo de la guerra, según se movían los frentes. Su existencia finaliza cuando, al final de la misma, las fuerzas del general Francisco Franco lograron el control total del país, comenzando la dictadura de Francisco Franco.

## Concepto y terminología
«Zona nacional» o «zona nacionalista» son las denominaciones tradicionales con los que la historiografía franquista ha denominado, a pesar de que la mayor parte de la historiografía contemporánea rechace el término «nacional» en favor de otros como «sublevados», «rebeldes» o «franquistas». Así, en la actualidad se recogen otros términos genéricos como «zona franquista» o «zona sublevada». Otros autores como Hugh Thomas hablan en sus obras de la «España nacionalista», o Ramón Tamames cuando hace referencia a la «España nacional».
El término «nacionalistas» o «nacionales» aplicado al bando contendiente en la guerra civil fue acuñado por Joseph Goebbels, el ministro alemán de propaganda nazi, tras la visita de la delegación española clandestina liderada por el capitán Francisco Arranz para solicitar ayuda y material bélico a la Alemania Nazi tras el Golpe de Estado en España, el 24 de julio de 1936. Con este término se pretendía dar un aspecto de legitimidad a la ayuda militar alemana a los militares rebeldes españoles. Los líderes de la facción sublevada, que habían sido calificados de «cruzados» por el Obispo de Salamanca Enrique Pla y Deniel (y que habían empleado el término «cruzada» para referirse a su campaña) inmediatamente aprobaron el término y lo adoptaron.

## Evolución política
Tras la etapa de cierta provisionalidad que representó la Junta de Defensa Nacional formada tras la muerte en accidente de aviación del general Sanjurjo, que era quien debía encabezar el Directorio militar que gobernaría el país tras derribar al gobierno del Frente Popular, los generales y jefes sublevados decidieron nombrar un mando único militar y político. Desde el 1 de octubre de 1936 el general Franco fue el "Generalísimo" de las fuerzas sublevadas y el "Jefe del Gobierno del Estado". Después del fracaso de la toma de Madrid (entre noviembre de 1936 y marzo de 1937) y con la perspectiva de que la guerra iba a ser larga el "Generalísimo" Franco con la ayuda de su cuñado Ramón Serrano Suñer comenzó a configurar la organización política del "Nuevo Estado". El primer paso fue el Decreto de Unificación de abril de 1937 por el que todas las fuerzas políticas que apoyaban el "alzamiento nacional", y singularmente los falangistas y los carlistas que eran quienes con sus milicias más habían contribuido a la guerra, fueron integradas bajo un único partido denominado Falange Española Tradicionalista y de las JONS. El paso siguiente fue la organización del "Nuevo Estado" que fue la tarea encomendada por el "Generalísimo" a su primer gobierno nombrado el 30 de enero de 1938 (y que sustituyó a la Junta Técnica del Estado).
La construcción del "Nuevo Estado" fue acompañada de la destrucción de todo lo que tuviera que ver con la República. Así en la zona sublevada, al contrario de lo que estaba sucediendo en la zona republicana (en la que se había desencadenado la revolución), se procedió a una "contrarrevolución", llevándose a cabo "una sistemática represión de las personas, las organizaciones y las instituciones que en alguna forma, real o, incluso, imaginaria, pudieran entenderse ligadas a esa República revolucionaria, o en manos de revolucionarios, a la que se decía combatir".
"En ese camino [de construcción del "Nuevo Estado" y de eliminación de todo lo que significara República] Franco contó con el apoyo y bendición de la Iglesia católica. Obispos, sacerdotes y religiosos comenzaron a tratar a Franco como un enviado de Dios para poner orden en la ciudad terrenal y Franco acabó creyendo que, efectivamente, tenía una relación especial con la divina providencia".

### La Junta de Defensa Nacional
La muerte del general Sanjurjo, exiliado en Estoril, el 20 de julio a causa del accidente que tuvo nada más despegar el avión pilotado por el falangista Juan Antonio Ansaldo en el que se tenía que dirigirse desde Lisboa hacia Pamplona para ponerse al frente de la sublevación, dejó a los generales sublevados sin el jefe que iba a encabezar el levantamiento. Para suplir en parte la carencia de un mando único, cuatro días después del accidente de Sanjurjo, los generales y jefes sublevados constituyeron en Burgos el 24 de julio una Junta de Defensa Nacional presidida por el general de más graduación y más antiguo, Miguel Cabanellas, jefe de la División Orgánica de Zaragoza, e integrada por el general Saliquet, el general Ponte, el general Mola, el general Dávila, el coronel Montaner y el coronel Moreno Calderón (el general Franco se integró en ella más tarde). Su Decreto número 1 establecía que asumía "todos los poderes del Estado" y en sucesivos decretos extendió el estado de guerra que los sublevados habían proclamado en cada sitio a toda España (lo que sirvió de base para someter a consejos de guerra sumarísimos a todos los que se opusieran a la rebelión militar), ilegalizó los partidos y sindicatos del Frente Popular y prohibió todas las actuaciones políticas y sindicales obreras y patronales "mientras duren las actuales circunstancias" (Decreto del 25 de septiembre).

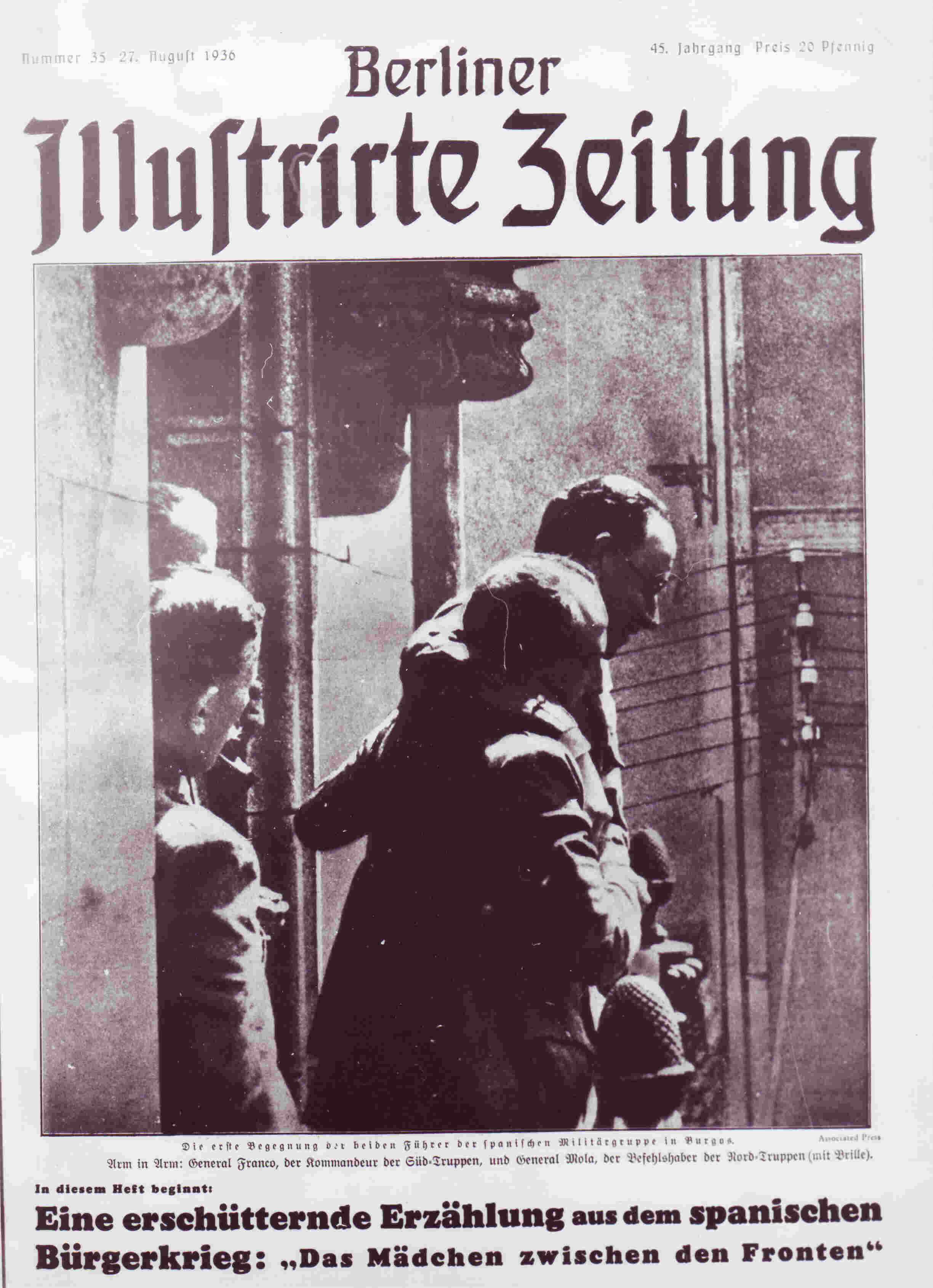
Mola junto al general Franco en una aparición en Burgos el 27 de agosto de 1936, recogida por el periódico alemán Berliner Illustrierte Zeitung. Mola es el que sobresale por la derecha.

Pero lo más urgente era lograr la unidad de mando militar. "Al fracasar el golpe militar fulminante, la posibilidad prevista por Mola de la instauración de un Directorio caía por su base y más aún habiendo muerto la persona que habría podido presidirlo de manera indiscutida [el general Sanjurjo]. Ante ello, la interrogante sobre una posible restauración monárquica, en modo alguno prevista por los conspiradores militares, se abrió paso. (...) Pero cualquier acción requería inevitablemente pasar primero por la elección de un mando único". Parece que fue el general Franco (cuyo cuartel general acababa de situar el 26 de agosto en el palacio de los Golfines de Cáceres, donde los falangistas organizaron una concentración de masas en la que fue aclamado como jefe y salvador de España) el que pidió una reunión de los generales sublevados para tratar el tema. Aunque según otros historiadores la propuesta la hizo el general Alfredo Kindelán.

### El general Franco, "Generalísimo" y "Caudillo"

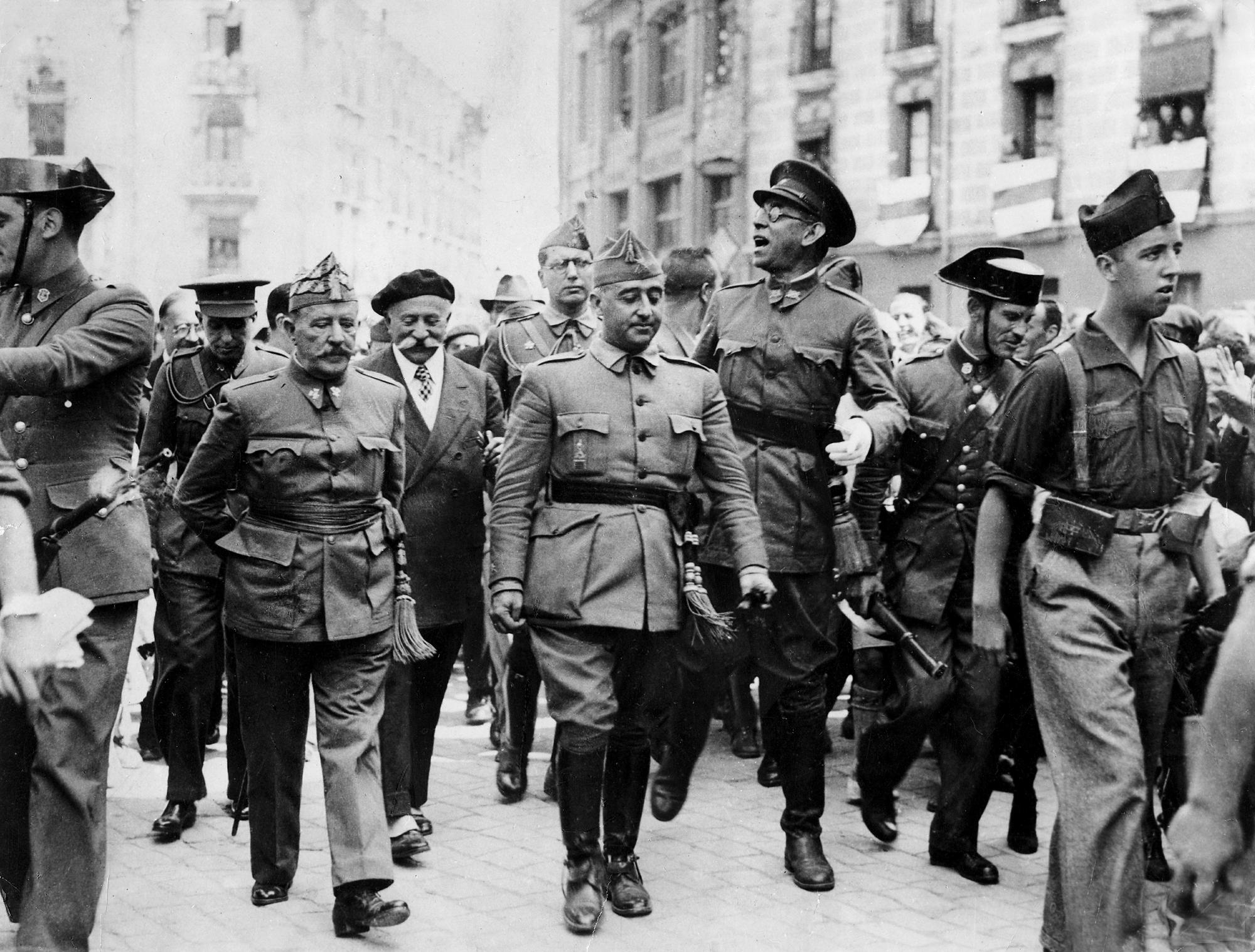
El general Franco en Burgos en agosto de 1936. A su izquierda el general Mola y a su derecha el general José Cavalcanti.

El 21 de septiembre tuvo lugar en una finca de los alrededores de Salamanca la primera reunión a la que asistieron los generales de la Junta de Defensa Nacional, con el añadido de los generales Orgaz, Gil Yuste y Kindelán. Allí los reunidos discutieron sobre la necesidad del mando único de las fuerzas sublevadas y nombraron para el cargo al general Franco pues era quien mandaba el ejército que estaba a punto de conseguir la entrada en Madrid (el Ejército de África estaba a punto de ocupar Maqueda a solo 100 kilómetros de la capital) y el que había obtenido la ayuda de la Alemania nazi y de la Italia fascista, y que venía tratando con ellos. También influyó el que los otros candidatos posibles quedaran descartados (Cabanellas, por masón; Queipo de Llano, por ser republicano; Mola, porque el avance de sus columnas hacia Madrid había fracasado). Además el general Franco era "el más cauto, el menos ideologizado, el más neutro de todos ellos en cuestión de régimen", según el historiador Santos Juliá. Pero una vez decidido el mando único en el terreno militar aún quedaba por dilucidar el mando político. Todos los generales reunidos votaron a Franco excepto el general Cabanellas que se abstuvo y que más tarde comentó:

Ustedes no saben lo que han hecho, por que no lo conocen [al general Franco] como yo, que lo tuve a mis órdenes en el Ejército de África como jefe de una de las unidades de la columna a mi mando; y si, como quieren, va a dársele en estos momentos España, va a creerse que es suya y no dejará que nadie lo sustituya en la guerra ni después de ella, hasta su muerte.

Entonces el general Franco realizó una "jugada maestra": ordenar que las columnas que avanzaban hacia Madrid se desviaran hacia Toledo para liberar el Alcázar y así levantar el cerco de dos meses al que llevaban sometidos un millar de guardias civiles y falangistas además de algunos cadetes de la Academia de Infantería al mando de su director, el coronel Moscardó, y que tenían retenidos "como rehenes a mujeres y niños de conocidos militantes de izquierda". "Con su liberación, Franco recibió un enorme capital político: el Alcázar era el símbolo de la salvación de España que, como una mártir, resucitaba del sepulcro al que la habían conducido sus enemigos". "La toma del Alcázar agrandó la leyenda del general Franco. La famosa frase de Moscardó sin novedad en el Alcázar, repetida ante Franco y numerosos periodistas dos días después de su liberación, fue adecuadamente propagada. Franco era el salvador de los héroes sitiados, el símbolo de un ejército dispuesto a ganar la guerra a cualquier precio".
El 28 de septiembre de 1936, el mismo día en que el Alcázar de Toledo fue liberado, se celebró la segunda reunión de los generales en Salamanca para decidir quién ostentaría el mando político. El elegido fue el general Franco al que sus compañeros de sublevación nombraban no solo “Generalísimo de las fuerzas nacionales de tierra, mar y aire", sino también "Jefe del Gobierno del Estado español, mientras dure la guerra". El general recibió complacido ambos nombramientos con estas palabras: "Ponéis España en mis manos... Me tengo que encargar de todos los poderes". Pero cuando fue publicado al día siguiente el decreto n.º 138 de la Junta de Defensa Nacional con su nombramiento se había introducido un importante cambio en el texto: se había suprimido la coletilla "mientras dure la guerra", y al nombramiento del general Franco como "Jefe del Gobierno del Estado Español" se le añadía "quien asumirá todos los poderes del nuevo Estado". Al utilizar el término "Estado Español" se soslayaba la cuestión del futuro régimen a establecer cuando se ocupara Madrid y acabara la guerra (cosa que creían que sucedería en las próximas semanas o en los próximos meses), pero en cualquier caso todo el aparato republicano desaparecía de un golpe y el poder pasaba con carácter dictatorial al general Franco. El decreto del 29 de septiembre de 1936 sería el fundamento de la legitimidad del poder del "Generalísimo" durante los siguientes 39 años.

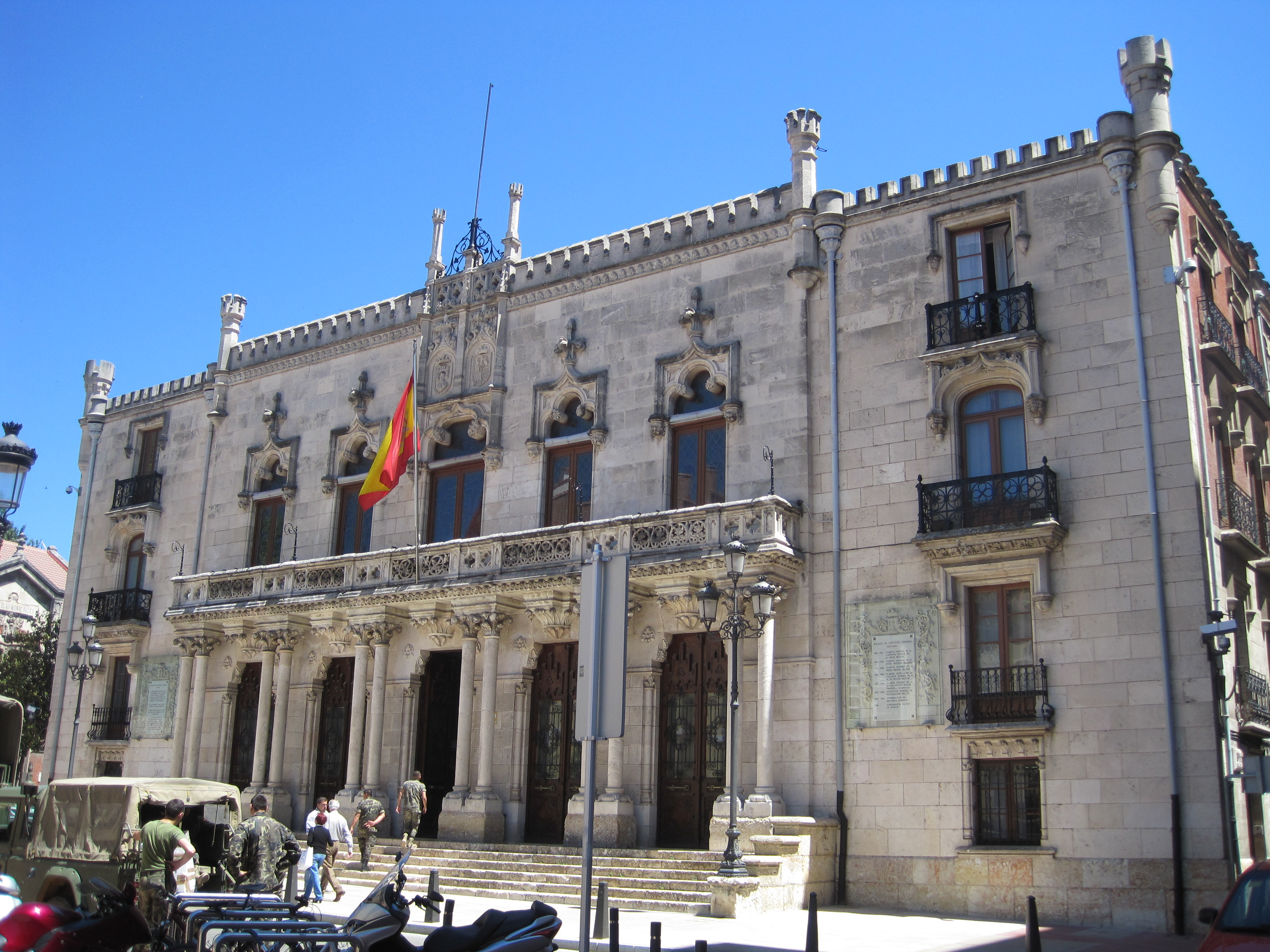
Fachada del Palacio de Capitanía General (Burgos).

El 1 de octubre de 1936, en el salón del trono de la Capitanía General de Burgos, Francisco Franco tomaba posesión de su nuevo cargo, como Generalísimo del ejército sublevado y Jefe del Gobierno del Estado. De este modo, se confirmaba en su persona la unidad administrativa y militar de los sublevados y quedaba formado un Estado cuyo nervio era el Ejército y a la cabeza del cual se situaba el Caudillo.

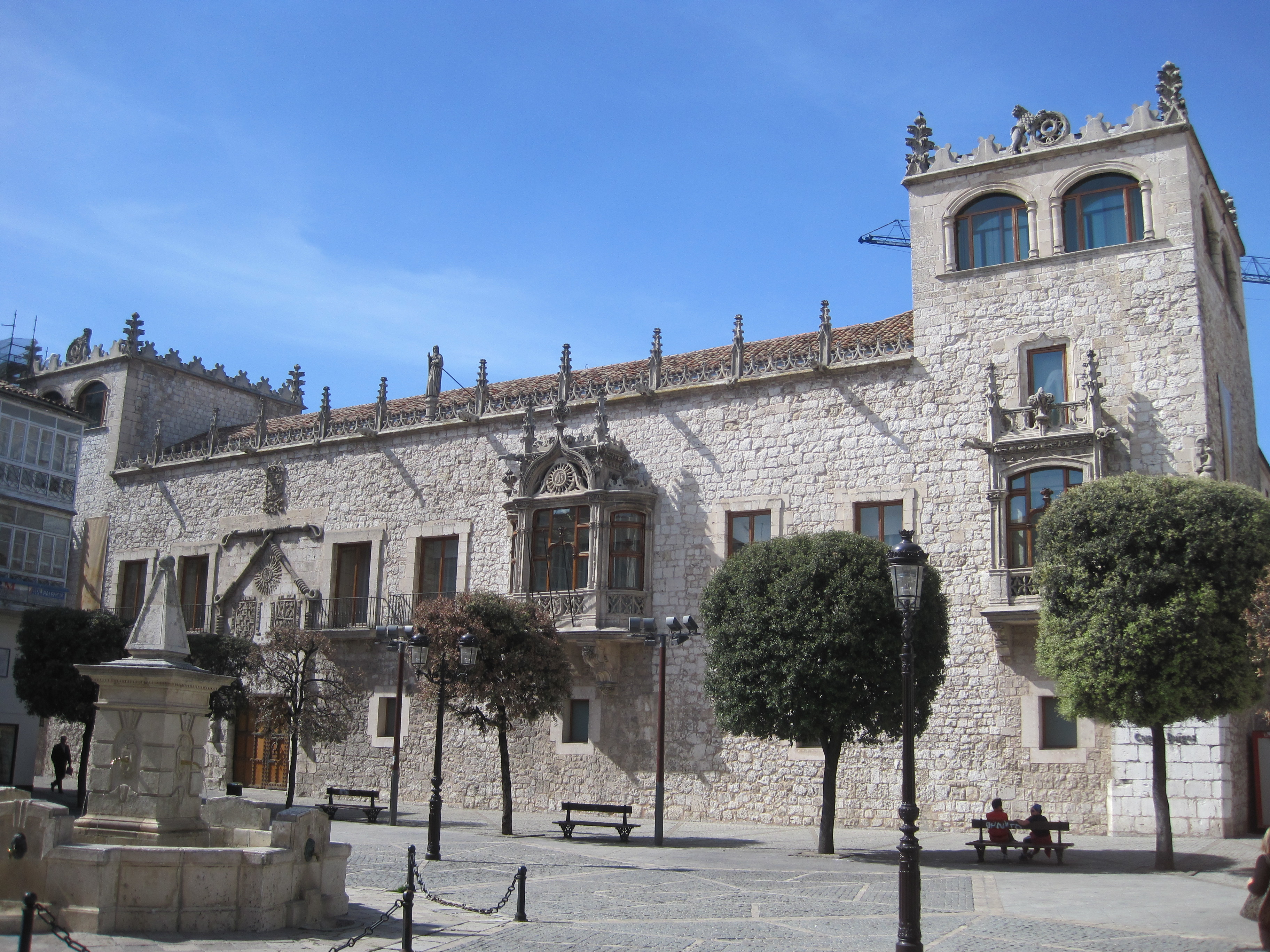
Casa del Cordón, en Burgos, sede de la Junta Técnica del Estado.

Un día antes el obispo de Salamanca Enrique Pla y Deniel había hecho pública una pastoral titulada "Las dos ciudades" en la que presentaba la guerra como "una cruzada por la religión, la patria y la civilización", dando una nueva legitimidad a la causa de los sublevados: la religiosa. Así el "Generalísimo”, no era sólo el "jefe y salvador de la Patria", sino también el "Caudillo" de una nueva "Cruzada” en defensa de la fe católica y del orden social anterior a la proclamación de la Segunda República Española. El cardenal primado Isidro Gomá le envió a Franco un telegrama de felicitación por su nombramiento como "Jefe del Gobierno del Estado Español" y el "Generalísimo" en su contestación, después de decirle que "no podía recibir mejor auxilio que la bendición de Vuestra Eminencia", le pedía que rogara a Dios en sus oraciones para que "me ilumine y dé fuerzas bastantes para la ímproba tarea de crear una nueva España de cuyo feliz término es ya garantía la bondadosa colaboración que tan patrióticamente ofrece Vuestra Eminencia cuyo anillo pastoral beso". El obispo Pla y Deniel le cedió a Franco su palacio episcopal en Salamanca para que lo utilizara como su Cuartel General.
La primera ley que promulgó el "Generalísimo" Franco fue la que creaba la Junta Técnica del Estado (en sustitución de la Junta de Defensa Nacional), presidida por el general Dávila (que en el verano de 1937 sería sustituido por el general monárquico Francisco Gómez-Jordana, mucho más eficiente que su antecesor) y que contaba con una Secretaría General del Jefe del Estado, cargo que desempeñó Nicolás Franco, el hermano mayor del "Generalísimo". Se trataba de un órgano administrativo compuesto de siete Comisiones que ejercían las funciones de los Ministerios tradicionales. La Junta Técnica del Estado continuó con la obra de reestructuración social que había empezado ya la Junta de Defensa Nacional ocupándose de todo tipo de cuestiones, "desde la contrarreforma agraria, con devolución de fincas a sus antiguos propietarios, hasta la depuración de funcionarios no afectos,... La intención clara era la de rectificar toda la legislación republicana volviendo las cosas a su punto anterior".
La sede de la Junta Técnica del Estado se estableció en Burgos, que así se convirtió en la capital administrativa del nuevo régimen (aunque había departamentos que se encontraban en otras ciudades castellanas), pero la capital política de la "España nacional" era Salamanca donde residía el poder militar, pues allí se encontraba el Cuartel General del "Generalísimo" Franco. Salamanca se convirtió a partir de entonces en el centro de poder de la España sublevada porque además allí se encontraban las representaciones diplomáticas de Alemania e Italia y algunos departamentos de la Junta Técnica del Estado.

### El Decreto de Unificación de abril de 1937

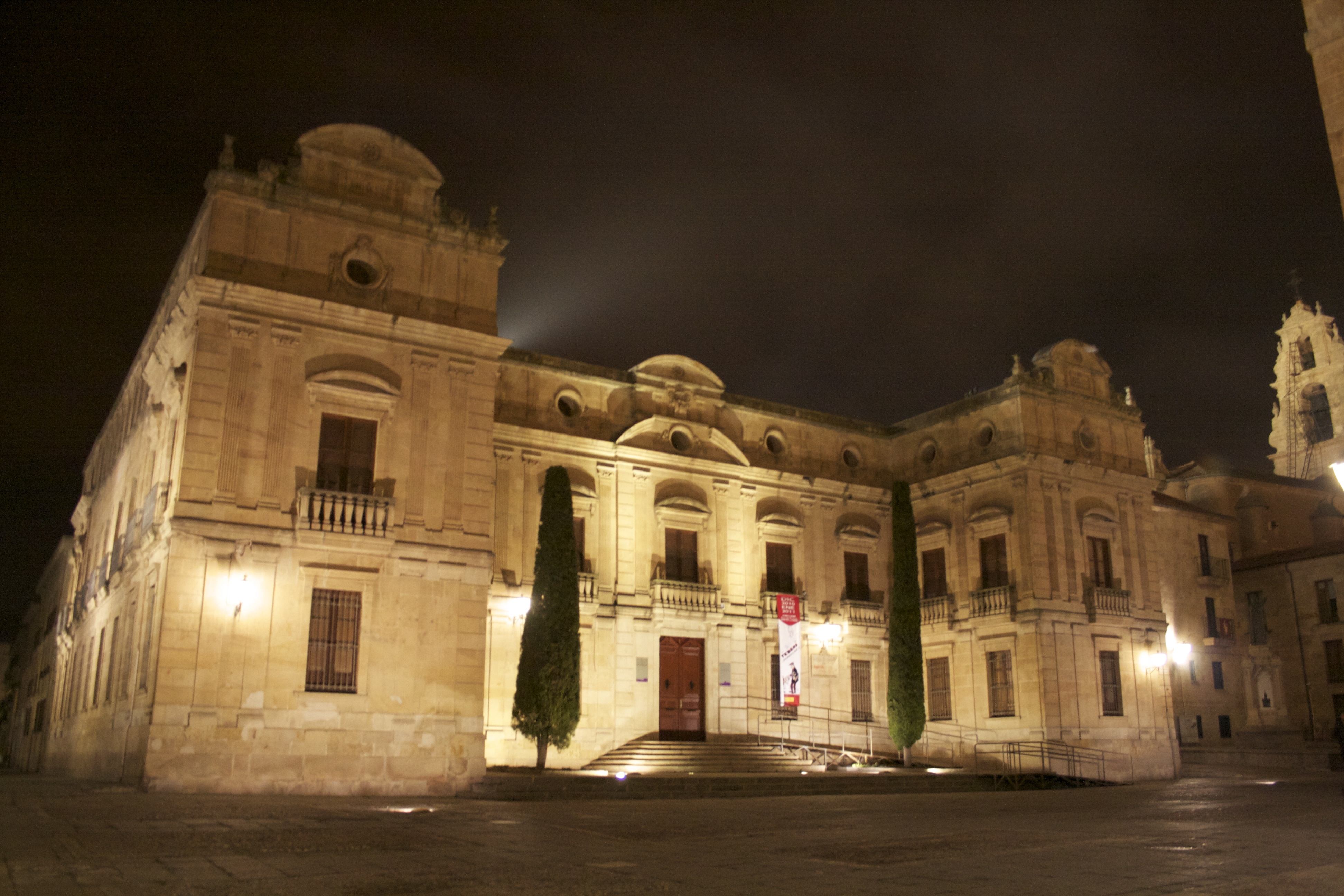
Palacio episcopal de Salamanca, sede del Cuartel General del Generalísimo Franco desde su proclamación como Jefe del Estado el 1 de octubre de 1936 hasta el final de la guerra civil

El siguiente paso en el afianzamiento del poder del nuevo "Caudillo" se produjo cuando tras el fracaso de la toma de Madrid (entre noviembre de 1936 y marzo de 1937) se planteó la necesidad de crear un "partido único", siguiendo el modelo de la Dictadura de Primo de Rivera, a partir de la fusión de los carlistas y falangistas. Pero tanto unos como otros tenían sus propios proyectos y aspiraciones para el nuevo Estado que se estaba construyendo en la zona sublevada.
Ante la "ausencia" de José Antonio Primo de Rivera, encarcelado primero en la Cárcel Modelo de Madrid desde el 14 de marzo de 1936, siendo posteriormente trasladado a la cárcel de Alicante el 5 de junio de 1936, se había constituido en Valladolid una Junta de Mando Provisional encabezada por Manuel Hedilla, "un político de escasa talla —y acaso nombrado por eso mismo—" que no gozaba del prestigio de Primo de Rivera y que en poco tiempo había empeorado sus relaciones con el círculo de poder que rodeaba a Franco. "La noticia de la muerte de José Antonio [ejecutado en Alicante el 20 de noviembre de 1936], conocida a través de la prensa republicana y extranjera, se ocultó en la España de los sublevados. Franco utilizó el culto al Ausente para dejar vacío el liderazgo del partido y manejar a Falange como un mecanismo de movilización política de la población civil".

Bandera carlista con la Cruz de Borgoña.

En cuanto a la Comunión Tradicionalista carlista su líder Manuel Fal Conde intentó mantener la independencia de su organización y de las milicias requetés, pero el primer paso importante que dio en diciembre de 1936 (el intento de crear una Real Academia Militar de Requetés, diferenciada de las academias militares y por tanto fuera de la estructura del Ejército) tuvo una respuesta fulminante por parte del "Generalísimo" Franco: o se sometía a un consejo de guerra por "traición" o abandonaba España. Fal Conde tomó la segunda opción y se expatrió a Portugal. Inmediatamente después, el 20 de diciembre de 1936, Franco decretó la militarización de las milicias carlistas y falangistas.
Desde el Cuartel General del Generalísimo el nuevo asesor de Franco Ramón Serrano Súñer (cuñado del "Caudillo" y antiguo diputado de la CEDA que había llegado a Salamanca evadido de la "zona roja") propició un acercamiento entre la Comunión Tradicionalista y Falange Española y de las JONS con vistas a su fusión, pero las diferencias ideológicas y políticas que les separaban eran casi insalvables (pues eran las que separaban el tradicionalismo del fascismo), y además había otro obstáculo que era innegociable: que al frente del "partido único" se situara el propio general Franco. Es decir, que ambas partes tenían que aceptar que la nueva formación política quedaría supeditada al poder personal del "Generalísimo", vértice del poder militar y político. Para apoyar esta idea se difundió desde el Cuartel General de Salamanca el lema "Una patria, un Estado, un Caudillo", copia del lema nazi "Ein Volk, ein Reich, ein Führer" ('un pueblo, un Estado, un caudillo').
Se produjeron contactos entre falangistas y carlistas pero no fructificaron y todo el proceso no dejó de crear tensiones en el seno de ambos partidos que se tradujeron en el caso de los falangistas en los "sucesos de Salamanca" de abril de 1937, durante los cuales varios falangistas murieron en los enfrentamientos entre los partidarios de la fusión y de la supeditación al poder militar (encabezados por Sancho Dávila y Agustín Aznar) y los contrarios a ella (encabezados por Manuel Hedilla).
Finalmente, el Cuartel General de Franco decidió actuar, y el mismo día en que los falangistas contrarios a la fusión celebraron un Consejo Nacional en el que eligieron a Manuel Hedilla como "jefe nacional", el domingo 18 de abril, el propio general Franco anunció que se iba a promulgar al día siguiente un Decreto de Unificación de Falange y la Comunión Tradicionalista, que pasaban a estar ahora bajo su jefatura directa como "jefe nacional" del mismo. Franco no solo no informó a Hedilla sino que lo mandó detener una semana después (junto con otros falangistas disidentes) cuando se negó a integrarse en la Junta Política del nuevo partido como simple vocal y además comunicó a sus jefes provinciales que obedecieran únicamente sus propias órdenes, mientras que a Fal Conde y otros carlistas Franco los mantuvo alejados del centro de poder. Después de esto la mayoría de altos mandos militares, incluidos Mola o Queipo de Llano, aceptaron el hecho con más o menos reticencias, mientras que la mayoría de militantes (entre ellos, el destacado líder carlista Conde de Rodezno) de las organizaciones políticas también lo aceptaron y pasaron a servir al nuevo líder.

Bandera de Falange Española y de las JONS.

La promulgación del decreto por el que se creaba el partido único Falange Española Tradicionalista y de las JONS se hizo con un discurso del "Generalísimo" Franco desde el balcón del Cuartel General (que era el Palacio Episcopal que le había cedido a Franco el obispo Enrique Pla y Deniel) en la noche del 19 de abril. El decreto constaba de un largo preámbulo y tres artículos en los que se creaba "un Partido Único al estilo fascista, al que llamaba movimiento, colocaba a Franco a su frente, y lo entendía como el soporte del Estado, intermedio entre la sociedad y un Estado al que se designaba como Nuevo Estado Totalitario".
"Para que no quedara duda sobre la ubicación del poder en lo que ya comenzaba a llamarse Nuevo Estado, el jefe nacional de Falange, Manuel Hedilla —con otros camaradas reacios a incorporarse a la Junta Política del nuevo partido— fue juzgado y condenado a muerte por su manifiesta actuación de indisciplina y de subversión frente al Mando y el Poder únicos e indiscutibles de la España nacional. A todos debía quedar claro que la unidad de mando militar sería en el futuro unidad de mando político". Pero el "Generalísimo" Franco siguió los consejos de la hermana del "Ausente" Pilar Primo de Rivera (líder del sector "puro" de Falange), de Serrano Suñer y del embajador alemán Von Faupel e indultó a Hedilla, aunque este pasó cuatro años en la cárcel y cuando salió de ella quedó apartado de la vida política.
En los estatutos del "partido único" publicados el 4 de agosto se estableció que el "Caudillo" solo sería "responsable ante Dios y ante la Historia", y ante nadie más.
Dos meses antes, el 3 de junio, en plena Campaña del Norte, el general Mola, el "Director" de la conspiración militar que había dado el golpe de Estado de julio de 1936 con el que comenzó la Guerra Civil, moría cuando el avión en el que viajaba se estrelló en una colina del pueblo de Alcocero, cerca de Burgos. Mola solía emplear el avión con frecuencia en sus desplazamientos y no existen pruebas de que hubiera sabotaje, aunque la muerte favorecía claramente a Franco al eliminar al "Director" como rival. El embajador alemán Von Faupel escribió poco después: "Sin duda Franco se siente aliviado por la muerte del general Mola".

#### Las consecuencias del decreto
En octubre de 1937 fueron nombrados por el "Generalísimo" Franco los 50 miembros del Consejo Nacional de FET y de las JONS, la mitad de los cuales eran falangistas y una cuarta parte carlistas, además de cinco monárquicos y ocho militares, incluido el general Queipo de Llano. El Consejo Nacional de FET y de las JONS no pasó de ser un órgano meramente consultivo. Lo mismo se podía decir de la FET y de las JONS, cuya única actividad quedaba reducida en la práctica a efectuar propaganda, y cuyo periódico, Arriba, quedó como un mero apéndice del Ejército. La estructura del llamado Movimiento podría parecer un estado paralelo, pero en la realidad no pasaba de ser una simple estructura burocrática, muchas veces como oficina de colocación o favores personales. En 1974, al final de la dictadura franquista, el general Franco gravemente enfermo le confesaba a su médico personal: Los falangistas, en definitiva, sois unos chulos de algarada.
Sin embargo, los dirigentes de Falange ocuparon muchos de los puestos más importantes en la administración y en el partido. Además de que la mitad de los miembros del Consejo Nacional de FET y de las JONS eran falangistas, el nuevo secretario del partido único nombrado a principios de diciembre de 1937 por el "Caudillo" fue Raimundo Fernández Cuesta, el "camisa vieja" de Falange más importante que quedaba, que acababa de llegar a la zona sublevada tras ser canjeado por el republicano Justino de Azcárate. Lo mismo sucedió con las principales delegaciones nacionales del nuevo partido que también fueron ocupadas por falangistas: la Sección Femenina por Pilar Primo de Rivera; el Auxilio Social por Mercedes Sanz Bachiller.

### El nacimiento del "Nuevo Estado"

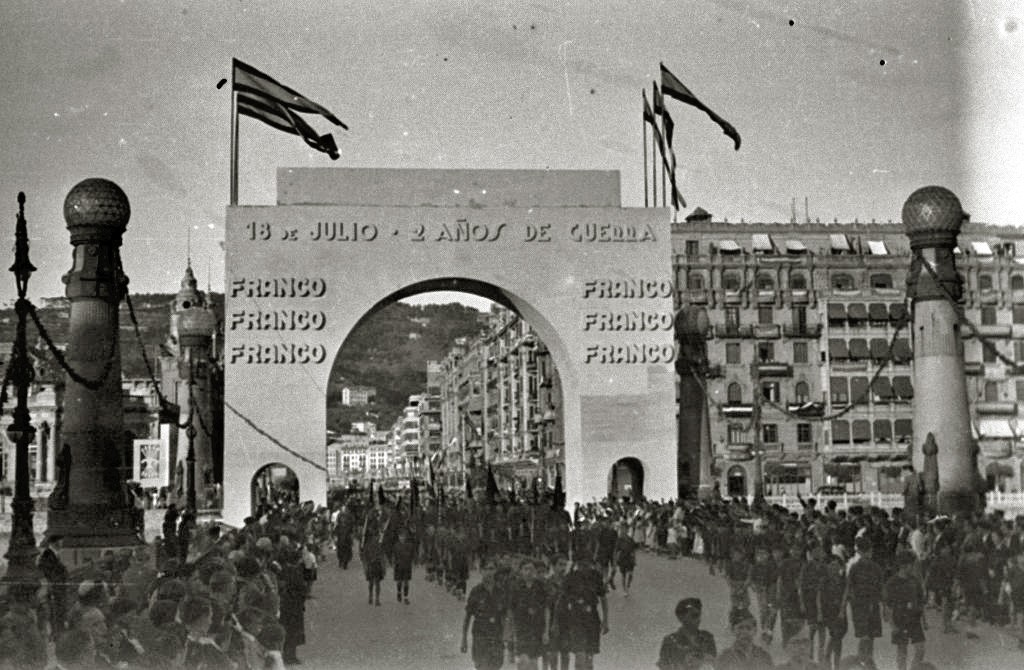
Desfile en San Sebastián celebrando el segundo aniversario del inicio de la guerra, con un arco con el nombre de Franco repetido varias veces.

En enero de 1938, mientras estaba teniendo lugar la batalla de Teruel, se da el primer paso importante para la configuración definitiva del "Nuevo Estado", que se había ido formando en la "zona nacional" desde que el general Franco fuera proclamado "Jefe del Gobierno del Estado" el 1 de octubre de 1936; con la promulgación por el "Generalísimo" de la Ley de la Administración Central del Estado por la que se creaba una estructura administrativa que adoptaba la forma ministerial, "un paso más hacia la normalización política de una situación sin otra fuente de poder que la persona de Franco y el apoyo unánime del Ejército". Según Julio Gil Pecharromán, la ley «venía a sancionar los principios de unidad de poder y de concentración de funciones propios del sistema totalitario de partido único que se estaba construyendo en la España nacional» y así los artículos 16 y 17 investían al general Franco de poderes absolutos, ya que le otorgaban «la suprema potestad de dictar normas jurídicas de interés general» y ponían bajo su exclusiva autoridad a los ministros. Esta ley, junto con otra que promulgó Franco poco después del fin de la guerra, constituyó el fundamento jurídico de la su larga dictadura.
El 30 de enero el "Generalísimo" nombra a su primer gobierno en el que él mismo asume la Presidencia, mientras que Francisco Gómez-Jordana (hasta entonces presidente de la Junta Técnica del Estado) era el vicepresidente y Ministro de Asuntos Exteriores. Fidel Dávila, que seguía al mando del Ejército del Norte franquista, era Ministro de Defensa; Severiano Martínez Anido, veterano militar y destacado represor del anarcosindicalismo barcelonés en los años 1920, ocupaba la cartera de Orden Público. Sin embargo, el personaje más destacado del gabinete era Ramón Serrano Súñer, ministro de Gobernación y el cuñadísimo de Franco.

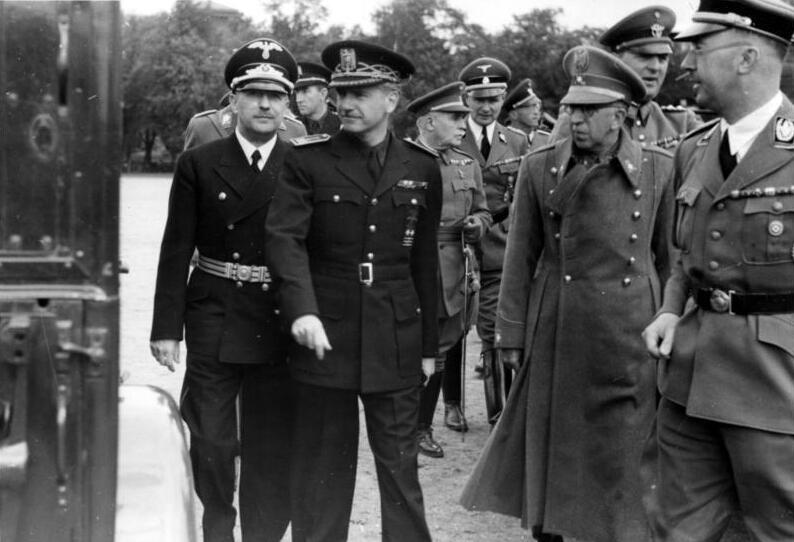
Visita a Berlín del cuñadísimo Ramón Serrano Suñer, acompañado del general Sagardía, siendo recibido por Himmler (septiembre de 1940).

El primer gobierno del general Franco presentaba "una distribución que equilibraba el peso de los que serán permanentes suministradores de alto personal político y administrativo: militares [4], falangistas [2], católicos [1], monárquicos en su doble fidelidad alfonsina [2] o tradicionalista [1], y algún que otro técnico independiente [1]”. "Cada uno de esos sectores controlaba las áreas que les resultaban más próximas o queridas: los ministerios militares y de orden público para los militares; el movimiento sindical y los ministerios sociales, para los falangistas; los económicos, para hombres técnicos, abogados, juristas o ingenieros; y la educación y la justicia para los católicos, tradicionalistas o exmiembros de Acción Española". Por otro lado en este primer gobierno del general Franco "sorprende el muy escaso peso de falangistas y carlistas. Pero en los segundos escalones de esos ministerios había bastantes más hombres procedentes de los partidos clave, especialmente de Falange. Se prefiguraba ya la amalgama ideológica que sería siempre en el futuro el franquismo. El Partido creado por la Unificación tenía poca relación con el ejecutivo del Estado. (...) La única verdadera coincidencia de estos hombres era en su conservadurismo tradicional, en su derechismo reaccionario".

Escudo del "Nuevo Estado"

Será este gobierno el que inicie el proceso de institucionalización del "Nuevo Estado":
- El 9 de marzo de 1938, el Consejo Nacional de FET y de las JONS, que se reunía por primera vez, redactó el "Fuero del Trabajo" basado en la Carta del lavoro del fascismo italiano,[61] que establecía los principios del "sindicalismo vertical" (la "Central Nacional-Sindicalista" fue creada por decreto de 21 de abril aunque no comenzó realmente a funcionar hasta después de la guerra) y de la intervención del Estado en la economía, y que el general Franco aprobó y promulgó en virtud de haberse atribuido no solo la Jefatura del Estado y del Gobierno, sino el poder legislativo. El "Fuero del Trabajo" fue la primera de las siete Leyes Fundamentales de la dictadura franquista que funcionaron a modo de "constitución" del nuevo régimen.[62][59]
- El 5 de abril, se derogaba del Estatuto de Autonomía de Cataluña de 1932, y en los meses siguientes una serie de órdenes y decretos prohibían el uso del catalán en los documentos públicos y en la conversación privada.[59]
- El 9 de abril, una Ley de Prensa, sometía a los periódicos a la censura previa y atribuía al gobierno el nombramiento de los directores de periódicos.[59]
- El 5 de julio, se introducía la pena de muerte que había abolido la República.[62]
- El 20 de septiembre, una Ley de Enseñanza Media, garantizaba a la Iglesia católica una absoluta autonomía en la educación secundaria.[59] Además en esa ley se introducía lo que el ministro de Educación Nacional llamó "bachillerato clásico" que Sainz Rodríguez temía que a los otros ministros que tenían que aprobar la ley "les pareciera un disparate la implantación de tanto estudio de latín y de griego".[63]

Según Julián Casanova el fascismo y el catolicismo fueron las dos ideologías sobre cuya amalgama se construyó el "Nuevo Estado". El proceso de fascistización era evidente por la exaltación del líder, el "Caudillo", como el Führer o el Duce; el saludo brazo en alto establecido como "saludo nacional"; los uniformes y la simbología falangista; etc. Y al mismo tiempo proliferaban los ritos y manifestaciones religiosas católicas como las procesiones, las misas de campaña o las ceremonias político-religiosas que imitaban supuesta formas medievales.

## La intervención extranjera en favor de los sublevados
Las dos potencias que se distinguieron por su apoyo a la causa franquista fueron la Alemania nazi y la Italia fascista. La participación militar de estos dos países resultó decisiva para decantar la victoria del lado rebelde, sobre todo gracias al dominio del espacio aéreo logrado.
Las ayudas en hombres al bando sublevado se materializaron en la Legión Cóndor alemana (unos 6000 hombres) y el Corpo di Truppe Volontarie italiano (un máximo de 40 000), más un contingente de combatientes portugueses denominados Viriatos. Para que no hubiera duda de su compromiso con la causa del bando sublevado, el 18 de noviembre de 1936 (en plena batalla de Madrid), Italia y Alemania reconocieron oficialmente al general Franco y a su Junta Técnica del Estado como el gobierno legítimo de España, y nombraron embajadores a Roberto Cantalupo y a Wilhelm von Faupel, respectivamente, que presentaron sus cartas credenciales al "Caudillo" en Salamanca. Así estos dos países, junto con Portugal, fueron los únicos europeos que a finales de 1936 habían reconocido oficialmente a Franco, además de algunos pequeños estados sudamericanos.
Los combatientes alemanes, italianos y portugueses eran soldados regulares a los que se les proporcionaba una paga en su país de origen, aunque la propaganda de los sublevados siempre los presentó como "voluntarios". Los voluntarios genuinos que combatieron del lado del bando sublevado fueron unos mil o mil quinientos hombres, entre los que destacaron la Brigada Irlandesa del general Eoin O'Duffy, integrada por unos 500 efectivos que habían venido a combatir a España para "librar la batalla de la cristiandad contra el comunismo" (aunque solo participaron en la batalla del Jarama y unos meses después volvieron a Irlanda), y unos 300 franceses de la ultraderechista Croix de Feu que constituyeron el batallón Jeanne d'Arc. La Irish Brigade, reclutada por el militar profascista Eoin O'Duffy, general del Ejército Republicano Irlandés llegó a España en diciembre de 1936 y tuvo un papel meramente simbólico en la guerra. Debido a su indisciplina, quedaron relegados a operaciones irrelevantes, y en abril de 1937 retornaron a Irlanda.
También hay que contar entre los extranjeros que participaron en el bando sublevado a los miles de marroquíes del Protectorado español de Marruecos que fueron enrolados de forma intensiva en las tropas de Regulares del Ejército de África a cambio de una paga.
En cuanto a armamento, según Julio Aróstegui, los sublevados recibieron de Italia y de Alemania 1359 aviones, 260 carros de combate, 1730 cañones, fusiles, y municiones para todo ello. Por otro lado, compañías norteamericanas vendieron gasolina a Franco.

### Las ayudas internacionales inmediatas

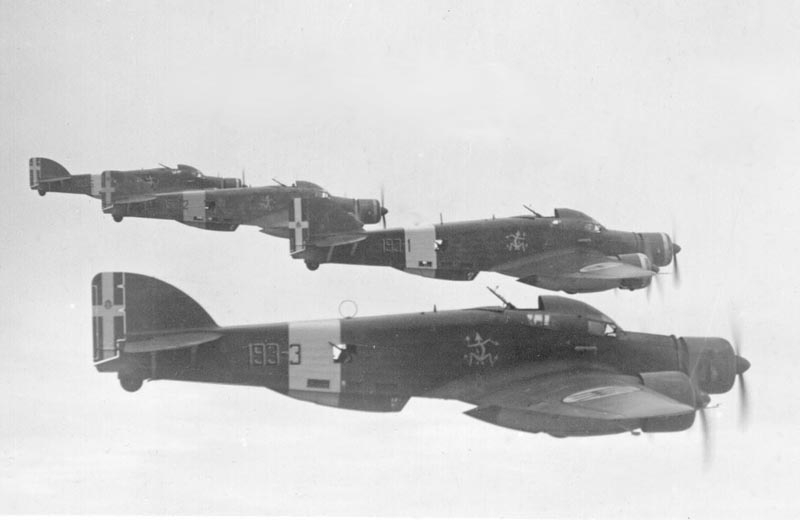
Aviones italianos Savoia-Marchetti SM.79

Ante el fracaso del golpe de Estado de julio de 1936 (en cuanto a la toma inmediata del poder), los militares sublevados pidieron y obtuvieron ayuda rápidamente de la Italia fascista y de la Alemania nazi. El mismo 20 de julio de 1936 el general Franco, que se encontraba bloqueado en África y pretendía cruzar el estrecho con las tropas coloniales, envió a Luis Bolín y al marqués de Luca de Tena a Roma para que se entrevistaran con Mussolini para que le proporcionara ayuda aérea (lo mismo hizo el general Mola, por su parte, que envió a Antonio Goicoechea, Luis Zunzunegui y Pedro Sainz Rodríguez) y diez días después, el 30 de julio, aterrizaban en Nador, en el Protectorado español de Marruecos, nueve aviones Savoia Marchetti de los 12 concedidos a Franco (dos de ellos aterrizaron por error en Argelia, lo que aportó la prueba al gobierno francés de que las potencias fascistas estaban auxiliando a los militares sublevados). Mussolini tomó la decisión de responder afirmativamente a la petición de ayuda del general Franco "cuando se informó de que Hitler iba a apoyar a Franco y una vez comprobado que Francia y Gran Bretaña no iban a intervenir".
El 23 de julio llegaban a Berlín otros emisarios del general Franco (encabezados por Johannes Bernhardt, un comerciante residente en Tetuán y jefe del partido nazi entre la colonia alemana) que se entrevistaron con Adolf Hitler en Bayreuth, quien concedió inmediatamente la ayuda en aviones que se le pedía (aunque la operación se haría a través de la empresa HISMA, que serviría de tapadera). El 26 de julio llegaron a Marruecos los primeros veinte aviones de transporte alemanes Ju 52, que se podían convertir fácilmente en bombarderos, acompañados por cazas. Con estos medios aéreos el general Franco pudo organizar un puente aéreo con la península para transportar a los legionarios y a los regulares, y además conseguir la superioridad aérea en el estrecho de Gibraltar. Los 20 aviones Junkers 52 y los 6 cazas Heinkel 51 transportaron entre finales de julio y mediados de octubre de 1936 más de 13 000 soldados del Ejército de África, además de 270 toneladas de material. Así pues, la situación de bloqueo en que se encontraba el Ejército de África (la principal fuerza de combate con que contaban los sublevados para tomar Madrid, una vez detenidas las columnas del general Mola en la sierra de Guadarrama) se pudo superar gracias a la rápida ayuda que recibieron los sublevados de la Alemania nazi y de la Italia fascista.

### La Alemania nazi
La razón principal de la ayuda de la Alemania nazi a Franco, como ya lo demostraron hace tiempo las investigaciones del historiador español Angel Viñas, fue que Hitler consideró que la victoria de los sublevados favorecería a los intereses de la política exterior de Alemania. En la "inevitable", según Hitler, guerra europea que iba a estallar en los próximos años, en la que Francia sería uno de los enemigos a batir por Alemania, sería mejor contar en España con un gobierno favorable encabezado por militares anticomunistas que por uno republicano que reforzaría sus vínculos con Francia (y con su aliada Gran Bretaña) y con la Unión Soviética (el enemigo estratégico e ideológico de la Alemania nazi para realizar su proyecto expansionista en el este de Europa). Hitler le dijo al primer encargado de negocios del Reich ante Franco, Wilhelm von Faupel, en noviembre de 1936:

Su misión consiste única y exclusivamente en evitar que, una vez concluida la guerra (con la victoria de Franco), la política exterior resulte influida por París, Londres o Moscú

En la decisión de Hitler también contaron otros dos factores, uno ideológico y otro militar. Hermann Goering, el número dos del Tercer Reich y jefe de Luftwaffe, declaró ante el Tribunal de Núremberg en 1945 que él había apoyado la intervención en España a favor de Franco

primero para contrarrestar en este lugar la expansión del comunismo y, en segundo lugar, para someter a prueba mi joven aviación... cazas, bombarderos y cañones antiaéreos, y así tuve la posibilidad de comprobar si el material había sido desarrollado de acuerdo con sus fines

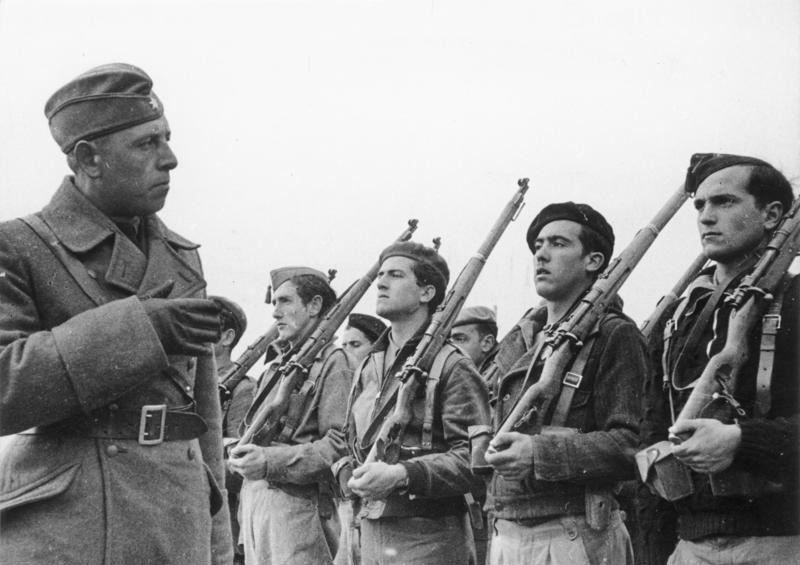
Oficial alemán de la Legión Cóndor pasando revista a los cadetes de la academia de infantería del bando sublevado en Ávila.

En cuanto al primer motivo alegado por Goering, los nazis desde el primer momento lanzaron la campaña propagandística, controlada por Joseph Goebbels, de que la guerra de España era una confrontación entre "fascistas" y "marxistas", responsabilizando a la Unión Soviética y al "comunismo internacional" de haber causado la guerra. En cuanto al segundo motivo, los nazis desplegaron en la zona sublevada la "Legión Cóndor", cuyos integrantes fueron muy bien pagados.
En noviembre de 1936 Hitler, al mismo tiempo que reconocía oficialmente al general Franco, ordenó el envío de una unidad aérea completa que constituiría una unidad autónoma dentro del ejército sublevado, y contaría con sus propios jefes y oficiales mandados por el general Hugo von Sperrle (que luego fue sustituido por el también general de la Luftwaffe Wolfram von Richthofen). Estaba integrada inicialmente por cuadro escuadrillas de cazas Heinkel 51 y cuatro de bombarderos Junkers Ju 52. Además la Legión Cóndor contaba con un batallón de 48 tanques y otro de 60 cañones antiaéreos. Esta fuerza estaba formada por unos 5500 hombres (a los que se fue relevando con frecuencia una vez habían adquirido la experiencia bélica que buscaban, por lo que por España pasaron unos 19 000 efectivos). Así la guerra civil española fue un campo de pruebas de la Lutfwaffe, en los que ensayó las armas y tácticas que luego se emplearían en la Segunda Guerra Mundial. Se probaron los cazas Messerschmitt Bf 109 y Junkers Ju 87 A/B y los bombarderos Junkers Ju 52 y Heinkel He 111. Estas unidades pusieron en práctica sus tácticas de bombardeo sobre ciudades, que tuvieron como culmen el bombardeo de Guernica.

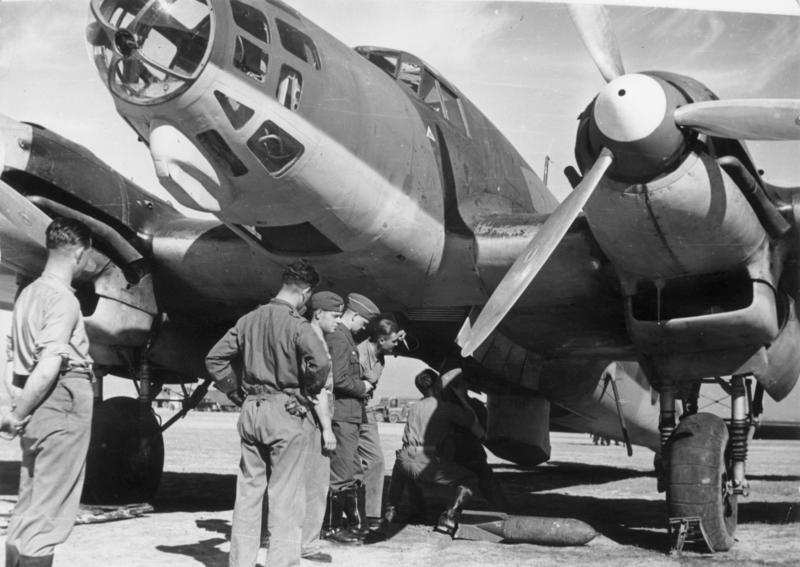
Técnicos y militares alemanes junto a un bombardero Heinkel He 111 de la Legión Cóndor en 1938. La superioridad aérea otorgada a los sublevados por la llegada de la Luftwaffe solo pudo ser contrarrestada por la República con la llegada de la aviación soviética.

La Legión Cóndor permaneció en España durante toda la guerra y participó desde noviembre de 1936 en todas las batallas importantes (llegaron unos 620 aviones). 371 de sus miembros perdieron la vida en combate. Una vez acabada la guerra y después de participar en el desfile de la Victoria celebrado en Madrid el 19 de mayo de 1939 bajo la presidencia del "Generalísimo" Franco, la Legión Cóndor hizo su último desfile oficial en España el 22 de mayo de 1939. Fueron trasladados a Alemania por buques transatlánticos y fueron recibidos en el puerto de Hamburgo por Hermann Goering.
En este último convoy viajaban 5136 oficiales y soldados alemanes que llevaban con ellos unas 700 toneladas de equipo y la mayor parte de los aviones que quedaban. Desde su llegada a España habían reivindicado la destrucción de 386 aviones enemigos (313 de ellos en combate aéreo), con la pérdida de 232 de los suyos (de los cuales solo 72 fueron destruidos por la acción enemiga). Además, los aviones de la Legión Cóndor habían lanzado unas 21 000 toneladas de bombas, contribuyendo en no escasa medida a la victoria final de los "nacionales".

### La Italia fascista

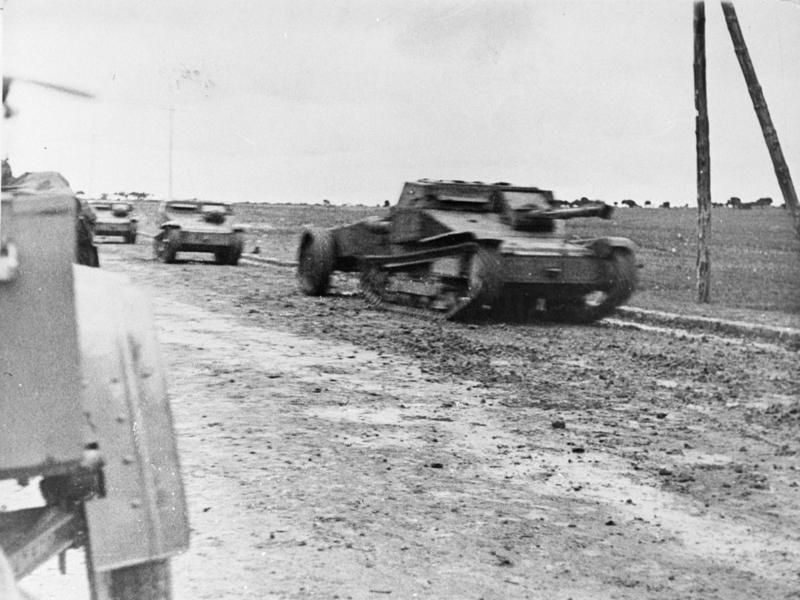
Avance de tanquetas italianas del CTV durante la batalla de Guadalajara.

La razón principal de la ayuda de la Italia fascista a los sublevados también estuvo directamente relacionada con su política exterior. Mussolini quería construir un imperio en el Mediterráneo y pensaba que ganando un aliado debilitaría la posición militar de Francia y de Gran Bretaña. Y también como los nazis utilizó el anticomunismo en su propaganda para justificar la intervención en la guerra civil española.
Italia fue el país que envió el contingente de combatientes extranjeros más numeroso de los que lucharon en el bando sublevado. Desde julio de 1936 ya había oficiales italianos que eran los que pilotaban los Savoia 81 y los cazas Fiat encuadrados en la Legión Extranjera. Pero a partir de diciembre de 1936 se desplegó en España una unidad militar completa llamada Corpo di Truppe Volontarie (CTV) al mando del general Mario Roatta hasta el desastre de la batalla de Guadalajara en marzo de 1937 y después por los generales Ettore Bastico, Mario Berti y Gastone Gambara. El CTV estaba integrado por 40 000 hombres (que fueron siendo relevados por lo que por España pasaron 72 775 efectivos según las investigaciones más recientes: 43 129 del ejército italiano y 29 646 de la milicia fascista). A estos hay que añadir los 5699 que pasaron por la Aviación Legionaria, lo que hace que la cifra total de combatientes sea muy superior a la participación alemana y a la de las Brigadas Internacionales. La Aviación Legionaria realizó 782 ataques aéreos en la costa mediterránea española controlada por los republicanos, lanzando 16 558 bombas.
Por otro lado la armada italiana ayudó al bloqueo del armamento enviado desde la URSS a España con acciones puntuales. Además aportó cuatro «submarinos legionarios» a la flota de Franco y le vendió cuatro destructores y dos submarinos. La ayuda italiana fue, en palabras de R. Serrano Suñer, la ayuda más «grande, delicada y desinteresada».
El CTV y la Aviación Legionaria estuvieron combatiendo hasta el final de la guerra, aunque a finales de 1938, por las mismas fechas en que las Brigadas Internacionales abandonaban España, Mussolini retiró a la cuarta parte de los soldados del CTV, unos 10 000 hombres. Fueron despedidos en Cádiz por el general Queipo de Llano y el general Millán Astray y fueron recibidos en Nápoles por el rey de Italia Víctor Manuel III.
El valor aproximado de la ayuda italiana ascendió a unos 64 millones de libras esterlinas.

### El Portugalsalazarista

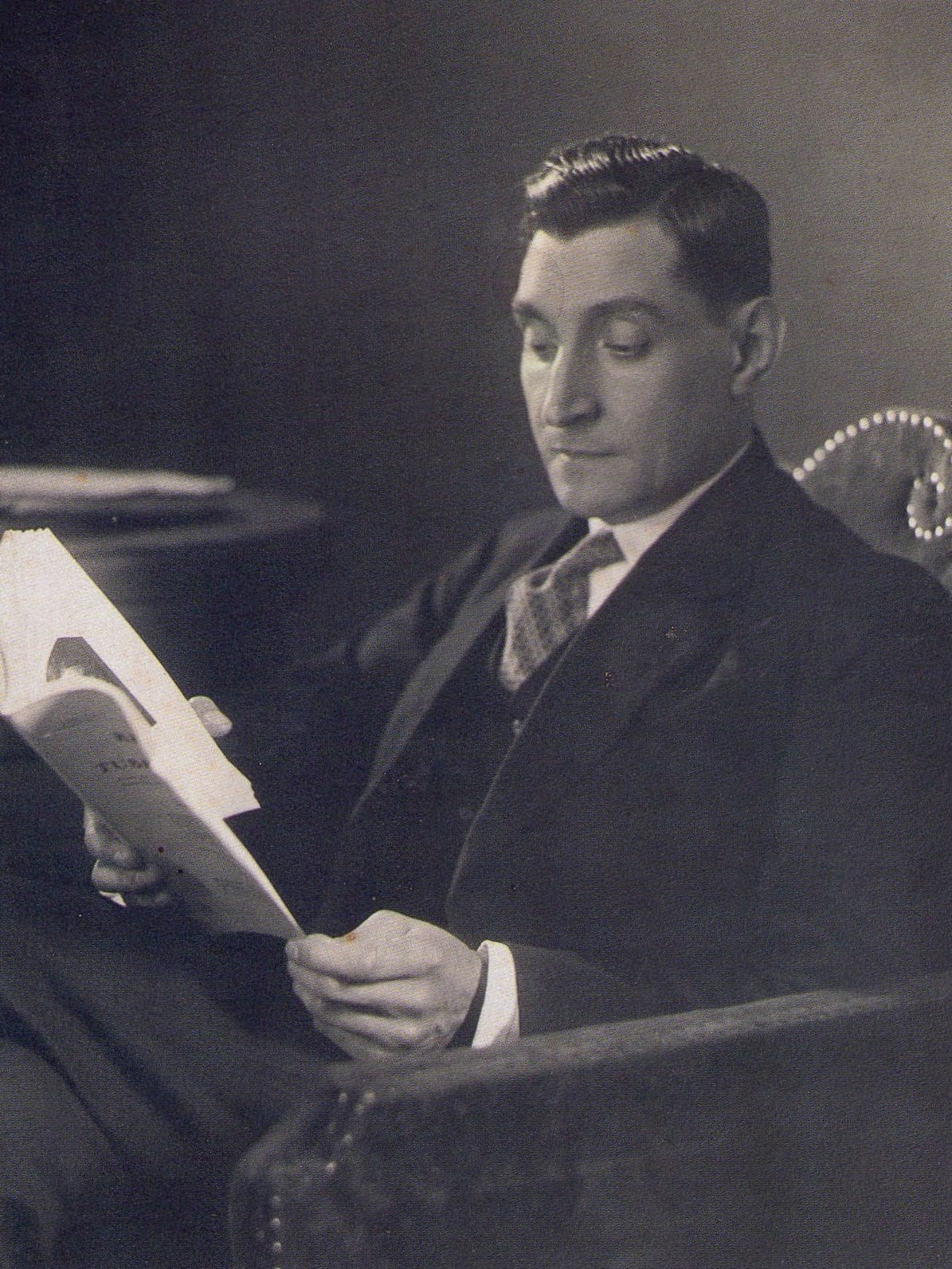
Oliveira Salazar hacia 1940.

Aunque menos aireada, la ayuda a los sublevados por parte de la dictadura de Oliveira Salazar de Portugal también fue importante, sobre todo en los primeros meses de la guerra porque dejó que los militares rebeldes utilizaran sus carreteras, ferrocarriles y puertos para comunicar la zona norte con Andalucía, y además devolvió a la zona sublevada a los republicanos que huían de la represión. Después Portugal constituyó una base de operaciones para la compra de armas y además fue un firme aliado de los sublevados en la "farsa" de la "no intervención", a quienes siempre defendió ante el Comité de No Intervención y en la Sociedad de Naciones. En una visita realizada a Londres por el ministro portugués de exteriores Armando Monteiro a su homólogo británico Anthony Eden aquel le dejó claro a este que el peligro lo constituían los "rojos", no Italia o Alemania:

Una victoria del Ejército [sublevado] no implicaría necesariamente una victoria de tipo político italiano o alemán, en tanto que una victoria de los rojos sería fatalmente una victoria de la anarquía, con graves consecuencias para Francia y, por ende, para Europa, donde la fuerza del comunismo era ya enorme

Dado que una intervención directa en la guerra del lado sublevado podría acarrear problemas internos al Estado Nuevo portugués del dictador António de Oliveira Salazar, que simpatizó con la rebelión desde el primer momento, se llevó a cabo el reclutamiento de "voluntarios", que bajo el apodo de Os Viriatos participaron integrados en unidades "nacionales". Fueron unos 10 000 y eran alistados y pagados en Portugal.

## Fuerzas armadas
Según el historiador Francisco Alía Miranda, tras el golpe de Estado en España de julio de 1936 el reparto de generales, jefes, oficiales y cadetes entre los dos bandos fue de 8929 situados en la zona republicana y 9294 en la zona rebelde, y en cuanto al reparto de los efectivos 116 501 quedaron en la zona republicana y 140 604 en la zona rebelde, incluyendo a los 47 127 militares que integraban el Ejército de África, la unidad militar española más preparada y con mayor experiencia de combate, lo que hace que el balance de fuerzas sea favorable en este punto a los sublevados. Otro elemento favorable a los sublevados fue que mientras los generales y altos mandos se mantuvieron mayoritariamente leales a la República, los jefes y oficiales intermedios se sumaron en buena parte a la sublevación y además si se considera la evolución durante la guerra el dato también es muy favorable para los sublevados, pues mientras durante ese tiempo la plantilla de jefes y oficiales del bando rebelde fue creciendo hasta alcanzar los 14 104 efectivos el 1 de abril de 1939, la del bando republicano fue disminuyendo hasta quedar reducida a 4771, debido fundamentalmente al pase al bando rival de muchos jefes y oficiales en el transcurso de la guerra. Como ha señalado el historiador citado, hay que tener presente que la mayoría de los 18 000 oficiales que había en España en julio de 1936 aplaudieron el golpe, ya que predominaba entre ellos una mentalidad conservadora, corporativa y militarista.
Al final de la contienda, el Ejército de Tierra disponía de 850 000 soldados de infantería, 19 000 artilleros e importantes fuerzas de caballería.

## Retaguardia

### La vida tras el frente bélico
Inicialmente, durante el Golpe de Estado de julio de 1936 solo un 30% de la población española participó o colaboró en apoyo de los rebeldes. Entre la burguesía sublevada, a pesar de la duración del conflicto, no desfallecía el entusiasmo por la "cruzada". Aunque los republicanos vencidos eran víctimas de malos tratos en la zona sublevada, se argumentaba en favor de esos actos justificándolos sobre la base de la situación bélica y a los sacrificios que tenían lugar en la retaguardia nacional. Los bombardeos republicanos en la retaguardia nacional fueron pocos y generalmente irrelevantes, dada la superioridad aérea de la Aviación Nacional. A pesar de todo, hubo algunos ataques limitados sobre Sevilla, Burgos, Salamanca o Valladolid, aunque el bombardeo que más muertos dejó fue el realizado sobre Cabra en 1938.
Desde el verano de 1937 se empezaron a celebrar con regularidad las ferias y las corridas de toros. Incluso la Lotería volvía a funcionar. Al caer la noche, a las 22:00 h se oía la voz de Queipo de Llano en las radios de los cafés o los domicilios particulares. A media noche se oía el comunicado del día, el parte de bajas y prisioneros, y finalmente (después de escuchar la Marcha Real) llegaba la hora de dormir. A pesar de todo, la España sublevada seguía siendo una sociedad militarizada. Las mujeres vieron limitada su actividad a los roles tradicionales, aunque la Sección Femenina creada por Pilar Primo de Rivera les permitía una salida para realizar tareas de enfermeras o de voluntarias del Auxilio Social en la retaguardia de las zonas ocupadas. En contraste con la zona republicana, en ésta se impuso desde bien pronto el "Día del plato único", mediante el cual los restaurantes, los mesones y cualquier establecimiento hostelero durante los días 1 y 15 de cada mes servía un plato único pero se cobraba entero; La cantidad sobrante se dedicaría para la beneficencia.
El desarrollo de la contienda tuvo siempre una enorme repercusión en la retaguardia: Más allá del triunfalismo por las victorias en las Campañas de Santander, Asturias o Aragón, ocasiones como la Ofensiva republicana sobre Teruel o la Ofensiva del Ebro supusieron toda una desagradable sorpresa para la retaguardia. Al terminar la Batalla del Ebro, la moral en la zona franquista se había elevado de nuevo; A esto contribuían toda la propaganda de la prensa, la Radio y las campañas literarias, que continuaban inundando el país. Esta propaganda solía ser mitad católica y mitad monárquica, pero cada vez con mayores tintes fascistas. En este sentido, tenía mucho que ver la nueva Ley de Prensa promulgada el 9 de abril de 1938, por la cual el Estado asumía el control —que no la propiedad— de toda la prensa. La Ofensiva de Cataluña y la caída de la España republicana a comienzos de 1939 constituyeron un triunfo exultante en la retaguardia franquista.
No obstante, como Radio Nacional de España insistió en recordar aquellos días, la guerra había acabado pero no había llegado la paz:

«¡Españoles, alerta! La paz no es un reposo cómodo y cobarde frente la historia [...]. España sigue en pie de guerra».

### Represión

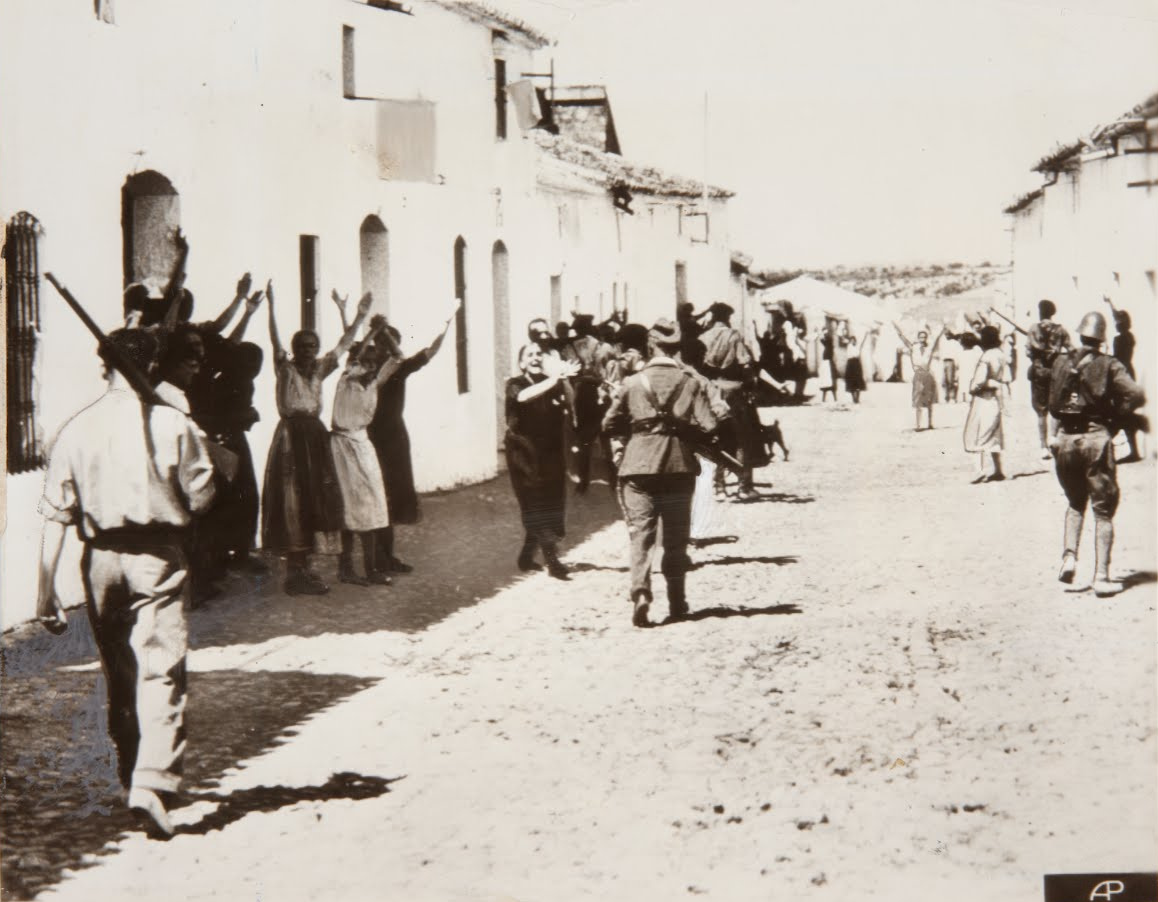
Mujeres suplicando a los soldados rebeldes por la vida de sus familiares prisioneros. Constantina (Sevilla), verano de 1936.

Del mismo modo, Franco era plenamente consciente de los excesos de sus subordinados en la represión, en tanto que toleraba esta actitud abiertamente. En los primeros momentos, la autorización de las sentencias de muerte solo requería la firma o un simple "enterado" del comandante militar de cada territorio. La última palabra sobre las sentencias de muerte la tenía Franco como mando supremo de las Fuerzas armadas. Después de comer o tomando café antes de la siesta, e incluso a veces en coche cuando visitaba los frentes de batalla, hojeaba y firmaba las sentencias con total normalidad. Pedro Sainz Rodríguez le visitó en Salamanca y quedó estupefacto ante la frialdad con que confirmaba las sentencias:

«Franco desayunaba chocolate con picatostes, con un montón de expedientes en la mesa y una silla a cada lado de ésta. Mientras mojaba los picatostes en el chocolate y disfrutaba su desayuno, repasaba los expedientes y los iba dejando en una silla u otra. Los de la derecha eran para la ejecución de las penas de muerte y los de izquierda eran para la conmutación de las sentencias».

La represión no se limitó exclusivamente a las ejecuciones, pues en las prisiones franquistas también se daban las torturas, malos tratos y el hambre. A eso hay que añadir que al final de la contienda numerosas mujeres e hijos de republicanos fueron encarcelados en las prisiones. Se dieron numerosos casos de mujeres jóvenes violadas por sus guardianes, niños encerrados en celdas inhabitables o arrancados de sus madres y entregados en adopción. Los que sobrevivían, eran separados de sus madres y, en muchos casos, dados en adopciones ilegales, ya que por ley los menores solo podían estar en la cárcel con sus madres hasta los tres años de edad. Otros acabaron en conventos, forzados a convertirse en monjas y religiosos.
Cualquier compromiso de pacto o paz negociada eran imposibles en la mentalidad del Caudillo, como ya expresó una vez terminada la contienda:

«Es preciso liquidar los odios y pasiones de nuestra pasada guerra, pero no al estilo liberal, con sus monstruosas y suicidas amnistías, que encierran más de estafa que de perdón, sino por la redención de la pena por el trabajo, con el arrepentimiento y con la penitencia; quien otra piense, o peca de inconsciencia o de traición».

### Apoyos: el bando sublevado
Las organizaciones políticas que apoyaban a los sublevados tenían varios nexos comunes, como las ideologías nacionalistas, conservadoras y anticomunistas y un fuerte arraigo católico. Tras el conflicto militar, Franco consiguió unificar todas estas formaciones en un único partido, la Falange Española Tradicionalista y de las Juntas de Ofensiva Nacional Sindicalista, concebido como la rama política del denominado Movimiento Nacional.
- La Confederación Española de Derechas Autónomas (CEDA) era una alianza de partidos políticos católicos de derechas, gestada durante el bienio progresista de la II República.[105] Liderada por José María Gil-Robles, era el gran partido de masas de la derecha española durante la República, presentada desde su fundación como una alternativa no solo al Frente Popular, sino a la República en general.[106] Ya beligerante con la República desde su fundación, el fusilamiento en los primeros días de la guerra de destacados miembros del partido como Federico Salmón, Dimas de Madariaga, Ricardo Cortés Villasana, Juan Bautista Guerra García, Antonio Bermúdez Cañete y Romualdo Alvargonzález, provocó la definitiva adhesión del partido al bando sublevado.

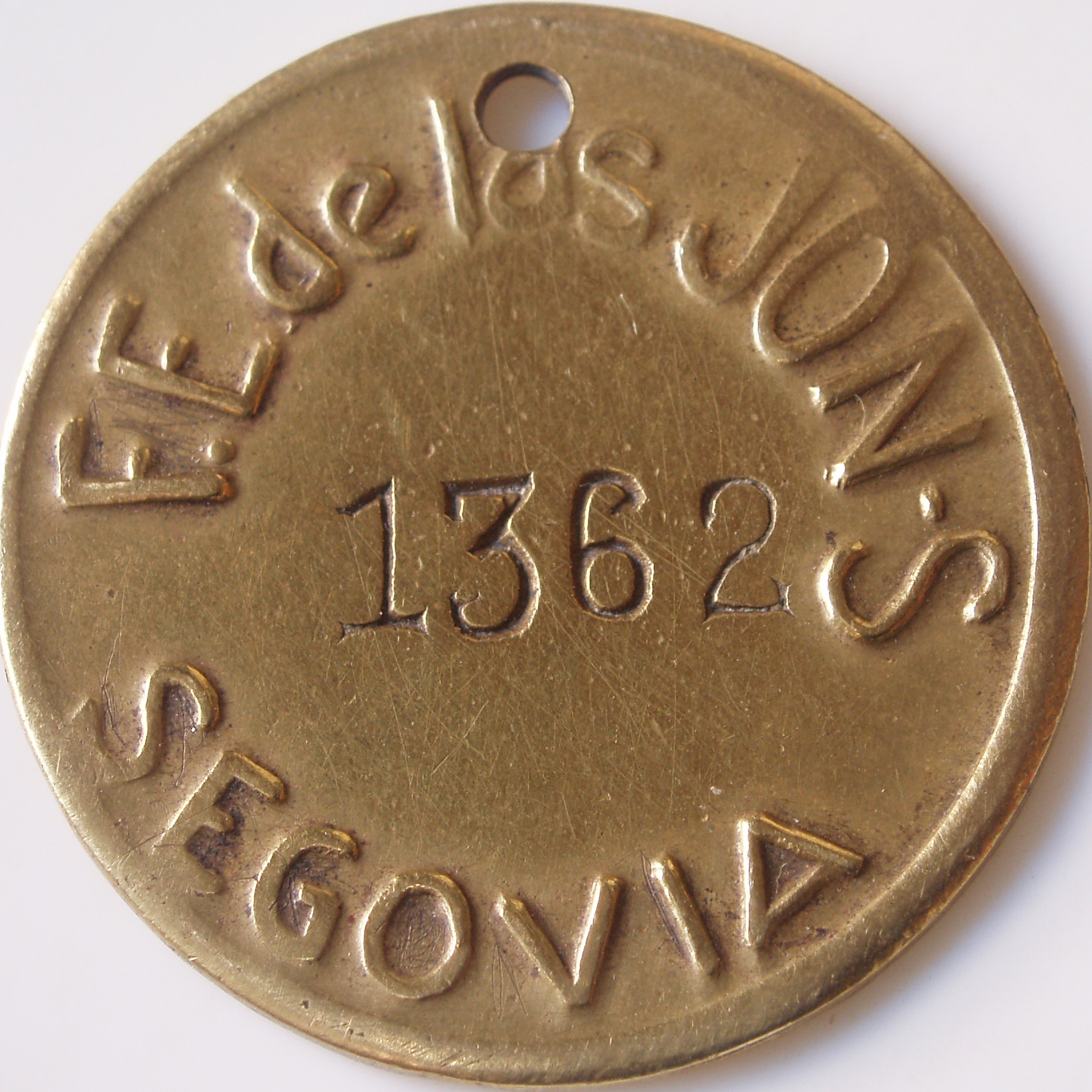
Chapa de identificación militar asignada a los voluntarios falangistas de Segovia.

- Falange Española, partido político de ideología fascista, fue fundado por José Antonio Primo de Rivera en 1933. Nació apoyada por las fuerzas reaccionarias y partidos de la derecha que la utilizaron como fuerza de choque. No consiguió un apoyo popular significativo, pero sus frecuentes razias y enfrentamientos con los grupos más radicales de la izquierda, sus actos violentos y asesinatos contribuyeron a crear un clima de inseguridad y violencia propicio para las intentonas militares.[107] Tanto Primo de Rivera como Onésimo Redondo, líder de las Juntas de Ofensiva Nacional-Sindicalista, murieron durante los primeros meses de la guerra. Los falangistas tuvieron un papel decisivo en la brutal represión llevada a cabo por los sublevados durante el conflicto.

- El Carlismo, movimiento político tradicionalista y legitimista de carácter antiliberal y contrarrevolucionario, surgió en España en el siglo XIX, con el objetivo principal del establecimiento de una rama alternativa de la dinastía de los Borbones en el trono español. Desde la proclamación de la Segunda República Española, los carlistas comenzaron a organizarse militarmente.[108] En las elecciones generales de España de 1936, la Comunión Tradicionalista consiguió 10 escaños en las candidaturas de la derecha. En abril de 1936, los carlistas planificaron su propio levantamiento armado contra la República, bajo la dirección de Manuel Fal Conde y José Luis Zamanillo, que habían formado la Junta Suprema Militar Carlista. El plan fue descubierto y detenido por las autoridades de la república.[109] No obstante, la facción paramilitar carlista, los Requetés, tuvieron un importante papel en la guerra, distinguiéndose por su extrema violencia.[110]

- Los monárquicos alfonsinos eran la facción política que, durante la II República, propugnaba la vuelta a la monarquía como sistema político, y la restauración de la rama isabelina de la dinastía. Su pretendiente era Alfonso XIII de España, que debió abdicar como monarca tras las Elecciones municipales del 12 de abril de 1931, cuyos resultados fueron interpretados como un rechazo del pueblo hacia su reinado. Sus integrantes se integraron en Renovación Española, un partido político monárquico fundado por los destacados alfonsinos Antonio Goicoechea y el Conde de Vallellano. No obstante, los alfonsinos no se distinguieron por una importante actividad en este período, pero apoyaban a los diversos movimientos desestabilizadores que surgieron.[111] Juan de Borbón, hijo del rey exiliado Alfonso XIII, pretendió unirse a las filas sublevadas en agosto de 1936, pero los generales al mando de la rebelión rechazaron su participación,[nota 8] ante el temor de una división entre los dos grupos monárquicos.[112]

### Economía de guerra
A mitad de la contienda la moneda nacional se mantenía estable, los precios de los productos de primera necesidad no habían aumentado considerablemente y en las ciudades no parecía existir el espectro del hambre que ya era visible en la España republicana. El suministro de carbón y otras materias también era aceptable.

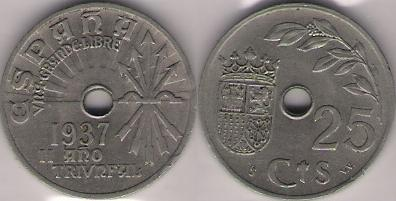
Monedas sublevadas de 1937, con valor de 25 cts.

Los métodos que se emplearon en la Zona nacional para la financiación de la guerra fueron los siguientes:
- Partidas de Ayuda económica y financiación recibidas de Alemania e Italia;
- Creación de una nueva central nacional del Banco de España en Burgos, que anticipó al nuevo estado un crédito de 9 millones de pesetas. Esta nueva central realizó una nueva emisión de billetes por un monto total de 9000 millones de pesetas de la época.[114]
- Aplazamiento por parte del estado de los pagos de los intereses de la Deuda y del 60% del valor de los suministros de la guerra;
- Reducción de los gastos superfluos;
- Creación de nuevos impuestos para conseguir mayores ingresos.

Además de todo esto, en julio de 1937 la Junta Técnica dispuso el bloqueo de las cuentas corrientes bancarias en toda la zona que tenían bajo su jurisdicción. Con posterioridad, llevarían a cabo una reunificación monetaria y la Ley de Desbloqueo bancario del 7 de diciembre de 1939 permitió la reconversión del antiguo dinero republicano. Esta ley estaba concebida más para su aplicación sobre la población republicana, en tanto que tuvo un claro carácter retroactivo y represivo respecto a las cuentas bancarias de la zona republicana durante la contienda.
Para finales de 1938 la situación económica de la zona controlada por Franco había empeorado con respecto a un año antes y algunos precios se habían inflado de forma disparatada, aunque la producción industrial y minera eran mayores a las habidas en época de paz. No obstante, este crecimiento de la industria se destinó tanto a las necesidades bélicas como al comercio de materias primas con Alemania e Italia. El nuevo estado franquista había optado por la autarquía económica aquel mismo año, que en realidad acarreó el desastre económico y social. Al desastroso intervencionismo estatal en la economía, se unió la cada vez mayor corrupción de muchos funcionarios estatales como un anticipo de la situación que se daría en la posguerra española.